# Detlef Bock von Wülfingen
Detlef Burghard Heinrich Georg Friedrich Otto Bock von Wülfingen (* 10. Dezember 1895 in Kassel; † 30. Dezember 1984 in Burgstemmen) war ein deutscher Generalmajor.

## Leben
Detlef Bock von Wülfingen ist ein Vertreter des niedersächsischen Adelsgeschlechts Bock von Wülfingen. Seine Vorfahren stammen aus der II. (katholischen) Linie, die sich auf Jobst Bruno Bock von Wülfingen (1561–1594) auf Elze zurückführen lässt.
Der Vater von Detlef Bock von Wülfingen war der Major Richard Bock von Wülfingen (* 1862), sein Großvater war der Ingenieur Harry Bock von Wülfingen.
Wie viele seiner Familienmitglieder schlug auch Detlef Bock von Wülfingen eine militärische Laufbahn ein. 1942 war er Oberst und Armee-Nachrichten-Kommandeur. 1944 gehörte Detlef Bock von Wülfingen zur Führerreserve und wurde zum Generalmajor ernannt.
Ferner war er Mitglied der Deutschen Adelsgenossenschaft (D.A.G.), in der er sich in die Liste des reinblütigen deutschen Adels aufnehmen ließ.
Er heiratete 1922 in Hannover Marianne Freiin von der Wenge, Gräfin von Lambsdorff (* 4. August 1900 in Charlottenburg; † 30. Mai 1984 in Hannover).